# Fish On
Fish On è un singolo del supergruppo tedesco/svedese Lindemann, pubblicato il 9 ottobre 2015 come secondo estratto dal primo album in studio Skills in Pills.

## Video musicale
Girato a Sofia, il videoclip mostra alcune donne topless inseguite da alcune entità e catturate in seguito da due cavalieri (interpretati da Till Lindemann e Peter Tägtgren). Le stesse vengono portate in motel e costrette a pedalare su alcune cyclette per fornire energia elettrica alla struttura dove il gruppo sta eseguendo il brano. Verso la fine, una delle donne riesce a liberarsi e uccide una delle entità, liberando le altre donne e lasciando l'edificio senza corrente.

## Tracce
Testi di Till Lindemann, musiche di Peter Tägtgren.
1. Fish On – 4:12
2. G-Spot Michael – 3:36
3. Praise Abort (Drago Baotic Smooth Version) – 3:40

## Formazione
Gruppo
- Till Lindemann – voce
- Peter Tägtgren – strumentazione, arrangiamenti orchestrali

Altri musicisti
- Clemens Wijers – arrangiamenti orchestrali aggiuntivi
- Pärlby Choir – coro

Produzione
- Peter Tägtgren – produzione, ingegneria del suono, missaggio
- Jonas Kjellgren – registrazione della batteria
- Svante Forsbäck – mastering
- Jacob Hellner – post-produzione
- Tom van Heesch – montaggio post-produzione